# آرگل، ارمنستان
آرگل (به ارمنی: Արգել) یک شهرک در ارمنستان است که در استان کوتایک واقع شده‌است.   در  کیلومتری شمال هرازدان، مرکز استان کوتایک واقع شده است.

## خصوصیات
آرگل  ۲٬۷۴۵ نفر جمعیت دارد و در ارتفاع  متر بالاتر از سطح دریا قرار گرفته است.

## نگارخانه

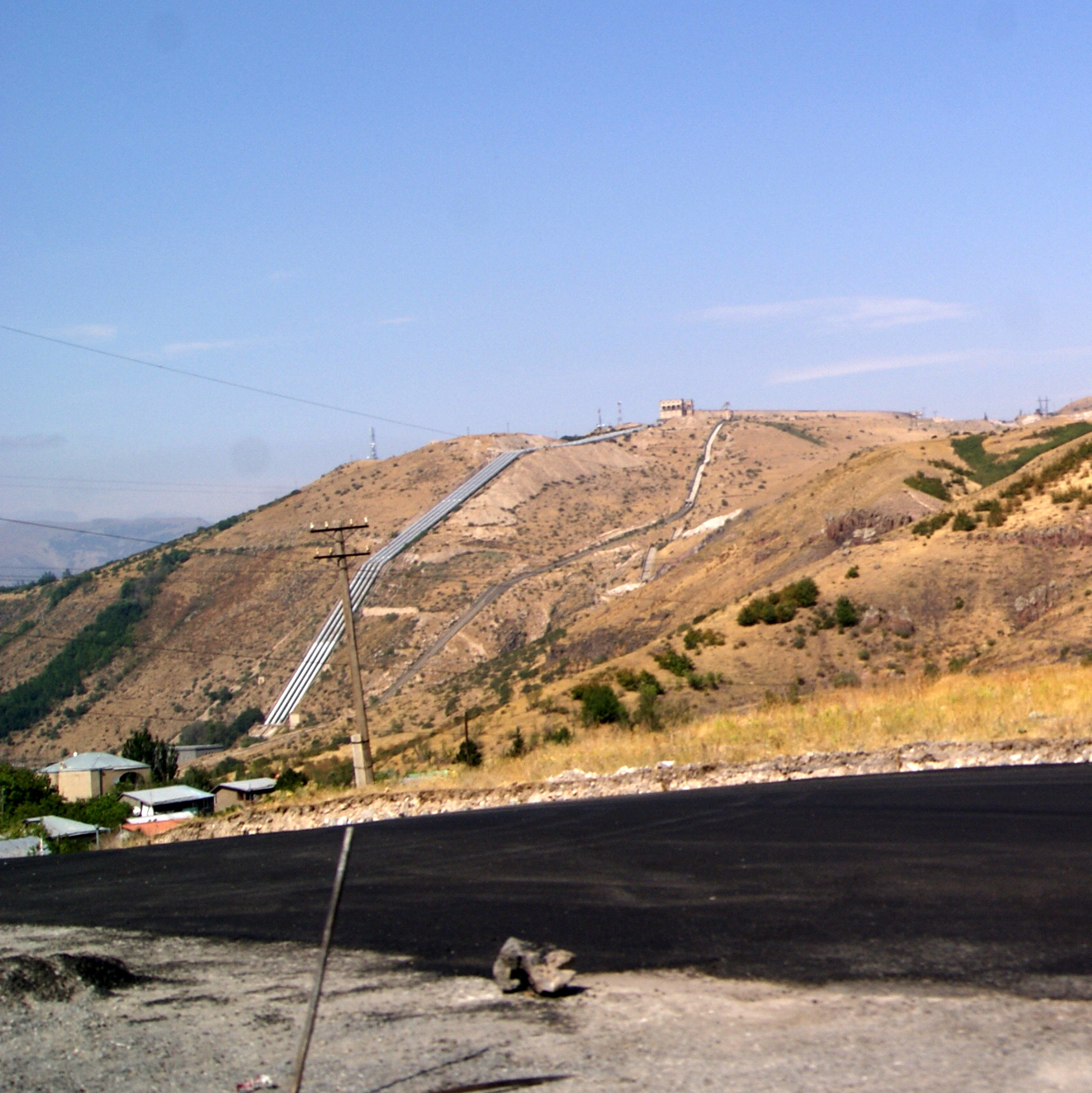
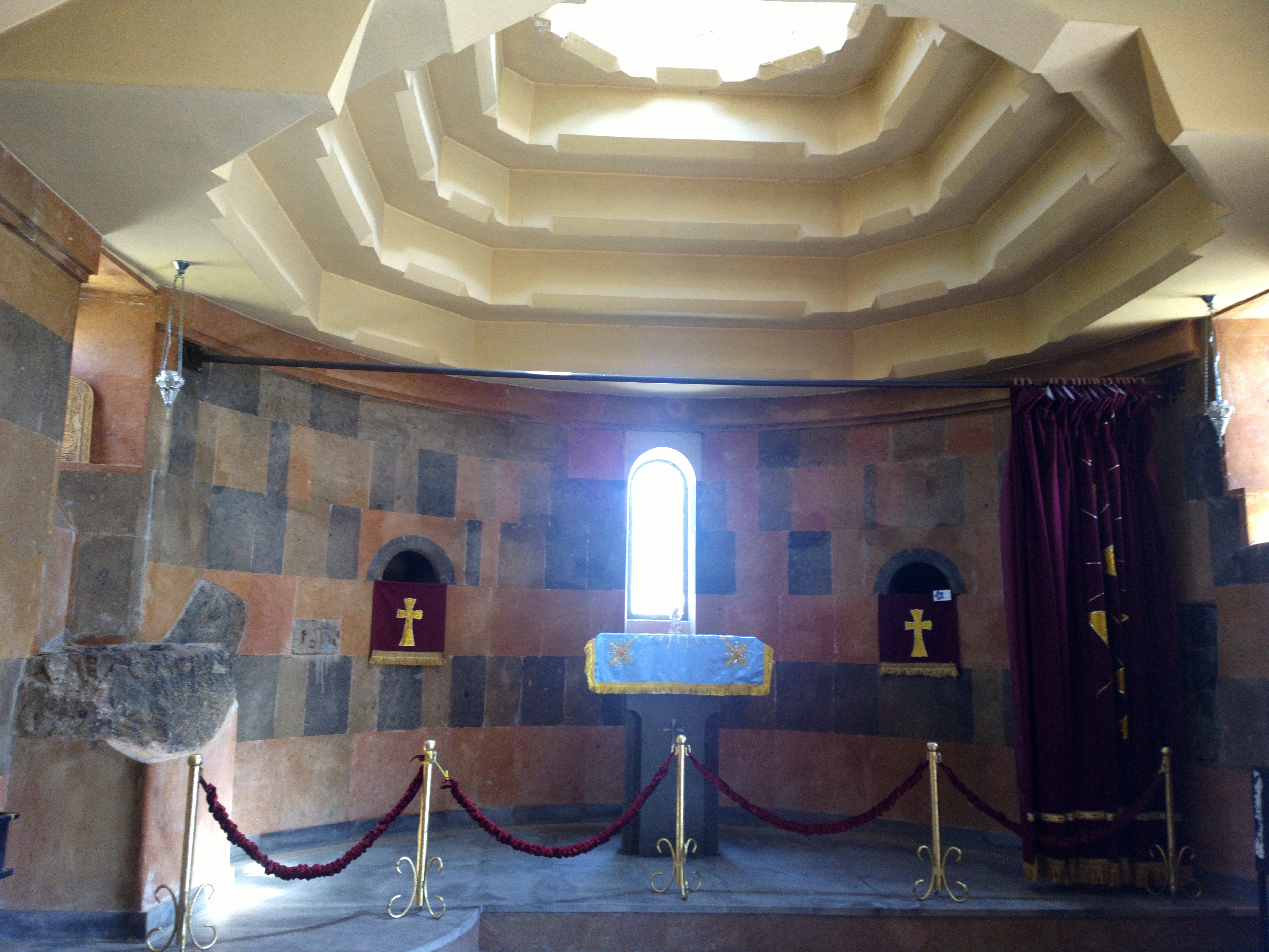
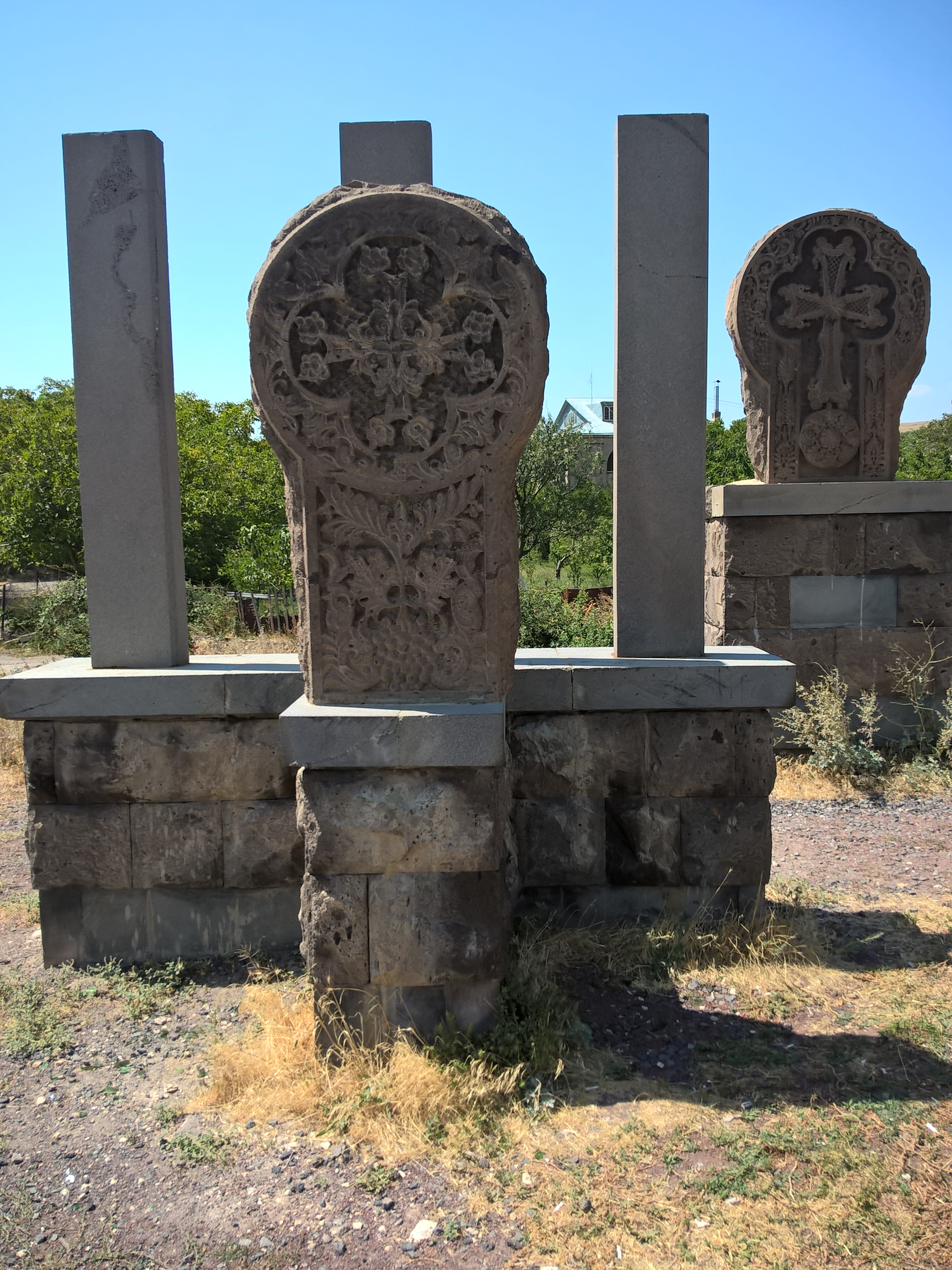
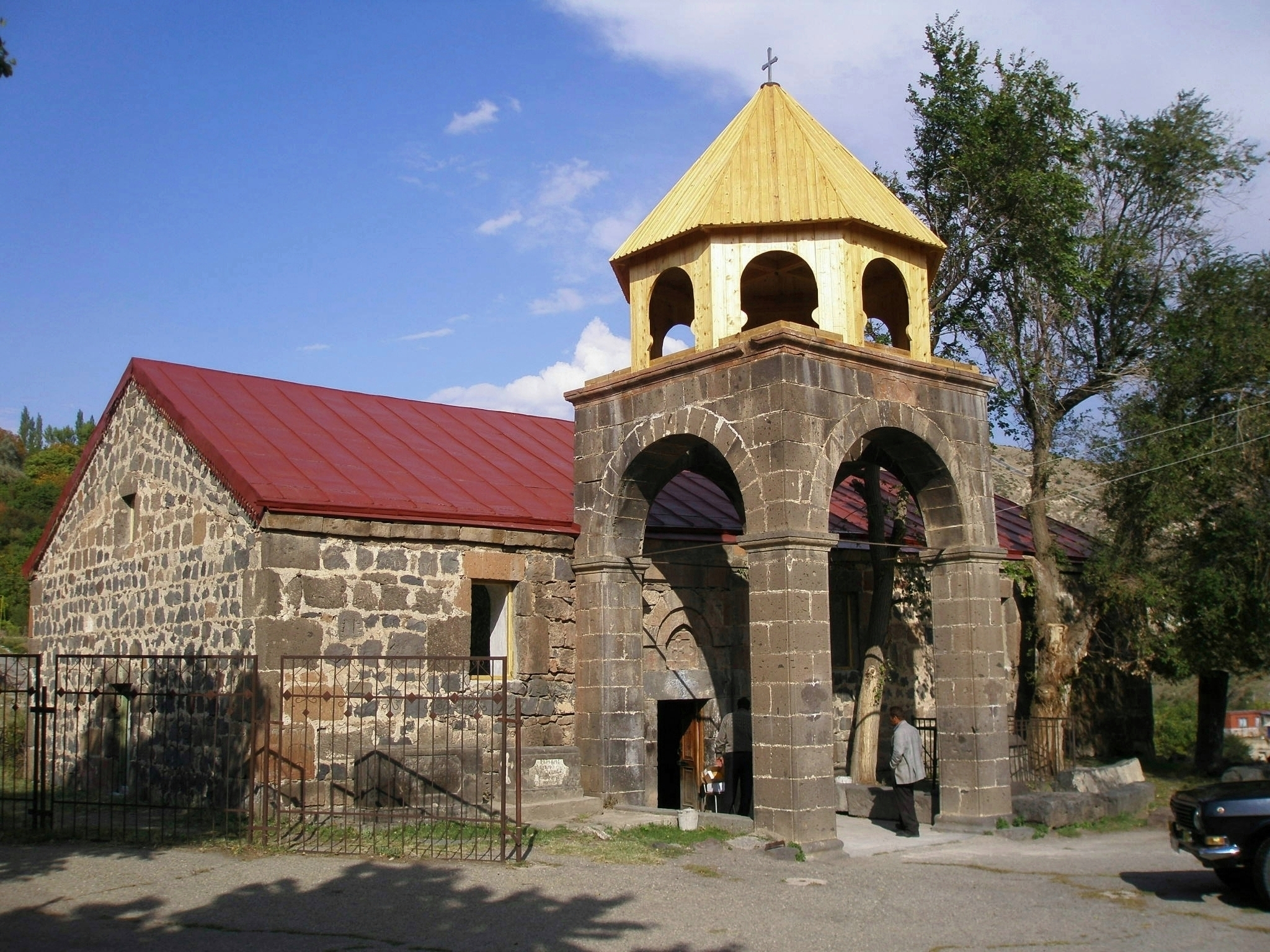
کلیسای گئورگ مقدس (بناشده در سال ۱۸۹۰).